# Hanna Benesz
Hanna Benesz (ur. 1947, zm. 2019) – historyczka sztuki, specjalistka w zakresie dawnej sztuki niderlandzkiej i flamandzkiej, w 2017 r. odznaczona orderem Oranje-Nassau.

## Życiorys
Absolwentka Instytutu Historii Sztuki i Instytutu Lingwistyki stosowanej Uniwersytetu Warszawskiego, kustosz emerytowana malarstwa niderlandzkiego i flamandzkiego w Zbiorach Dawnej Sztuki Europejskiej Muzeum Narodowego w Warszawie, członkini CODART od 1998 r., członkini Stowarzyszenia Historyków Sztuki, kuratorka wystaw dzieł flamandzkich i niderlandzkich. 22 maja 2017 r. została odznaczona orderem Oranje-Nassau V klasy. Hannę Benesz uhonorowano za badania naukowe nad malarstwem niderlandzkim, holenderskim i flamandzkim, w tym za monumentalny katalog zbiorów tego malarstwa w kolekcji Muzeum Narodowego w Warszawie – Early Netherlandish, Dutch, Flemish and Belgian Paintings 1494–1983. W 2016 r. za tę publikację Muzeum Narodowe w Warszawie otrzymało nagrodę w Konkursie na Wydarzenie Muzealne Roku Sybilla w kategorii „Publikacje”.

## Wybrane wystawy
- Malarstwo flamandzkie doby Rubensa, van Dycka i Jordaensa (1608-1678), 15 stycznia–26 marca 2008 r., Muzeum Narodowe w Gdańsku
- Rubens, Van Dyck, Jordaens. Złoty wiek malarstwa flamandzkiego 1608-1678: obrazy z muzeów Wiednia i Kassel oraz ze zbiorów polskich, 6 listopada–30 grudnia 2007 r., Muzeum Narodowe w Warszawie
- Arcydzieło Petera Paula Rubensa. Zdjęcie z krzyża ze zbiorów Ermitażu, 8 kwietnia–28 maja 2000 r., Muzeum Narodowe w Warszawie

## Wybrane publikacje
- Hanna Benesz, Netherlandish pictures of justice and the "Story of Absalom" series from the National Museum in Warsaw, [w:] Jacek Tylicki, Jacek Żukowski (red.), Art of the southern Netherlands, Gdańsk, and the Polish-Lithuanian Commonwealth, Gdańsk: The Gdańsk Shakespeare Theater, 2017, s. 41–57, ISBN 978-83-943481-4-4, OCLC 1042520628 (ang.).
- Hanna Benesz, Maria Kluk, Early Netherlandish, Dutch, Flemish and Belgian Paintings 1494–1983 in the Collections of the National Museum in Warsaw and the Palace at Nieborów. Complete Illustrated Summary Catalogue. Vol. 1 – Signed and Attributed Paintings. Vol. 2 – Anonymous Artists, Bibliography, Appendices, Index of Names, Hanna Benesz, Piotr Borusowski (red.), Warszawa: Muzeum Narodowe w Warszawie, 2016, ISBN 978-83-7100-821-4, OCLC 968506730 (ang.). Brak numerów stron w książce
- Hanna Benesz, Maarten von Heemskerck i Pieter Saenredam. Współpraca Muzeum Narodowego w Warszawie z The J. Paul Getty Museum w Los Angeles = Maarten van Heemskerck and Pieter Saenredam. Cooperation between the National Museum in Warsaw and the  J. Paul Getty Museum in Los Angeles, „Rocznik Muzeum Narodowego w Warszawie”, 2, 2013, s. 337-368, DOI: 10.11588/DIGLIT.45361.18 [dostęp 2024-09-16] (pol. • ang.).
- Hanna Benesz, „Kuszenie świętego Antoniego” z Muzeum Narodowego w Warszawie i „Pejzaż z legendą świętego Krzysztofa” z Państwowego Muzeum Ermitażu w Petersburgu: próba interpretacji i atrybucji = ”The temptation of St Anthony” from the National Museum in Warsaw and the ”Landscape with the Legend of St Christopher” from the State Hermitage Museum in St. Petersburg – an Attempt at Interpretation and Attribution, „Rocznik Muzeum Narodowego w Warszawie”, 1, 2012, s. 111-138, DOI: 10.11588/diglit.45360.14 [dostęp 2024-09-16] (pol. • ang.).
- Hanna Benesz, Frescoes after Otto van Veen’s „Quinti Horatii Flacci Emblemata” in Bieliński Palace at Otwock Wielki, „CODART Courant”, 21, 2011, s. 6-7 [dostęp 2024-09-16] (ang.).
- Hanna Benesz, Wielka zagadka wielkiego obrazu, „Spotkania z Zabytkami”, 32 (6), 2008, s. 7-11.
- Hanna Benesz interviewed by Ruud Priem, „CODART Courant”, 17, 2008, s. 18-19 [dostęp 2024-09-16] (ang.).
- Hanna Benesz, CODART Activities. CODART ELF reviews, „CODART Courant”, 17, 2008, s. 20 [dostęp 2024-09-16] (ang.).
- Hanna Benesz, Events in the Muzeum Narodowe w Warszawie in 2004, „CODART Courant”, 10, 2005, s. 8-9 [dostęp 2024-09-16] (ang.).
- Hanna Benesz, Events in the Muzeum Narodowe w Warszawie in 2004, [w:] Antoni Ziemba, Dorota Folga-Januszewska (red.), Transalpinum. From Giorgone and Dürer to Titian and Rubens painting from the collections of the Kunsthistorisches Museum in Vienna, the National Museum in Warsaw and the National Museum in Gdańsk, Olszanica: Wydawnictwo BoSz, 2004, ISBN 978-83-89747-01-3 (ang.). Brak numerów stron w książce
- Hanna Benesz, Early Netherlandish, Dutch and Flemish paintings in Polish collections, „CODART Courant”, 8, 2005, s. 16-19 [dostęp 2024-09-16] (ang.).
- Hanna Benesz, A painting in the National Museum in Warsaw identified as the Entombment by Abraham Janssens from the Church of the Calced Carmelites in Antwerp, „Oud Holland - Quarterly for Dutch Art History”, 115 (3-4), 2001, s. 200–210, DOI: 10.1163/187501701X00244 [dostęp 2024-09-16] (ang.).
- Hanna Benesz, Gillis van Coninxloo and his Disciples: three recently attributed landscapes from the National Museum in Warsaw, „Bulletin du Musée National de Varsovie”, 39 (1-4), 1998, s. 36-49, DOI: 10.11588/DIGLIT.18947.7 [dostęp 2024-09-16] (ang.).
- Hanna Benesz, Bruegelowie, dynastia malarzy, „Biuletyn Historii Sztuki”, 3/4, 1998, s. 509-516.
- Hanna Benesz, Bruegel – artysta prowokujący pytania, „Plastyka i Wychowanie”, 1, 1997, s. 14-24.
- Hanna Benesz, Allegorical Female Busts by Bernaert de Rijckere in the National Museum in Warsaw, „Oud Holland”, 110 (1), 1997, s. 1–12, JSTOR: 42711550 [dostęp 2024-09-16].
- Hanna Benesz, Daniel and King Cyrus in front of Baal. A late Rudolfine and late Humanist painting by Bartholomäus Strobel from the collection of the National Museum in Warsaw, „Bulletin du Musée National de Varsovie”, 32 (3), 1991, s. 59-77, DOI: 10.11588/DIGLIT.18940.14 [dostęp 2024-09-16] (ang.).